# 西塞罗 (字体单位)
西塞罗（cicero， /ˈsɪsəroʊ/） 是字体排印中的一个单位，用于意大利、法国以及其他欧洲大陆国家。
正如传统长度计量单位需要“尺”“寸”两个具有固定进制的单位配套使用一样，金属铅字时代的字体排印，只用过于细小的“点”作为唯一单位会有很多不便，因此在实际操作中会再选用“12点大小的铅字”为“点”的上一级单位。由于历史原因，欧洲大陆与英美的字体排印分别采用了使用不同的系统，12点大小的铅字，在欧洲被称作西塞罗，在英美称作派卡，欧陆的点即为1/12西塞罗，英美的点即为 1/12派卡。
在欧洲，最早为1468年潘纳尔茨和斯韦因海姆印制西塞罗的《致友书》（Epistulae ad Familiares） 采用，于是该书所用的字号即被称作「西塞罗」。
其长度为 1⁄6旧法尺，并可等分成 12 点，这通常被称为「欧陆点」「法国点」或「迪多点」。
「西塞罗」这个单位类似于英美式的派卡，然而，由于法寸比英寸稍长，1 西塞罗约合 1.069 派卡；活字时代的 1 派卡约为 4.2169 mm（电脑时代的 1 派卡为 4.2333 mm）；而 1 西塞罗为 4.5116 mm，约为 0.1776 英寸。
西塞罗（及以其为基准的「欧陆点」）一直用于欧洲大陆的字体排印。而现代，电脑系统使用「DTP点」作为字号的度量，与标准欧陆点、美式点均有细微差异。